# 道綸姆峰
64°17′S 58°54′W / 64.283°S 58.900°W
道綸姆峰（英語：Downham Peak）是南極洲的山峰，位於帕默群島的特里尼蒂半島，處於肖格倫冰川終點南面，由英國研究隊繪入地圖，現時由南極條約體系管理。